# Noyal-sous-Bazouges
Noyal-sous-Bazouges är en kommun i departementet Ille-et-Vilaine i regionen Bretagne i nordvästra Frankrike. Kommunen ligger i kantonen Antrain som tillhör arrondissementet Fougères-Vitré. År 2022 hade Noyal-sous-Bazouges 382 invånare.

## Befolkningsutveckling
Antalet invånare i kommunen Noyal-sous-Bazouges
Referens:INSEE